# Corporació de Radiodifusió Palestina
La Corporació de Radiodifusió Palestina (en anglès: Palestinian Broadcasting Corporation o PBC) és l'ens encarregat de la ràdio i televisió pública dels Territoris Palestins.
Té una emissora de ràdio subsidiària coneguda com la Veu de Palestina i un canal per satèl·lit conegut com a Canal Satèl·lit Palestí. Palestina TV va començar a emetre el 1996 a Gaza. El primer director de la PBC va ser l'activista de Fatah i lleial Arafat Radwan Abu Ayyash, antic director de l'Associació de Periodistes Àrabs.
El 19 de gener del 2002, les Forces de Defensa d'Israel van utilitzar explosius per destruir l'edifici principal de cinc plantes i la torre de transmissió de la PBC a Ramal·lah, al·legant que era una represàlia per l'assassinat de sis persones a mans d'un pistoler palestí vinculat a Fatah. Posteriorment, el govern israelià va assenyalar a la PBC per emetre material considerat antisemita o que incitava a la violència.
En 2009, aquesta corporació va ser acceptada com a membre de la UER, per la qual cosa eventualment podria participar en el Festival de la Cançó d'Eurovisió des de 2010. Fins al moment, l'ens no manifestat cap opinió referent al fet que l'Estat d'Israel també participa en aquest certamen.